# Canella Challenger 1999
Il Canella Challenger 1999 è stato un torneo di tennis facente parte della categoria ATP Challenger Series nell'ambito dell'ATP Challenger Series 1999. Il torneo si è giocato a Biella in Italia dal 21 al 27 giugno 1999 su campi in terra rossa.

## Vincitori

### Singolare
Nicolás Massú ha battuto in finale  Oleg Ogorodov con il punteggio di 7–6, 5–7, 6–4

### Doppio
Filippo Messori /  Massimo Valeri hanno battuto in finale  Agustín Calleri /  Salvador Navarro con il punteggio di 7–5, 6–4